# Никица Кнежевић
Никица Кнежевић (Шаранци, код Шавника, 1889 — Београд, 27. фебруар 1973) био је учесник Народноослободилачке борбе и генерал-мајор ЈА.

## Биографија
Рођен је 1889. године у селу Шаранци, код Шавника.
Пре Другог светског рата био је мајор Југословенске краљевске војске. 
У Народноослободилачком рату је од 1941. године. Био је члан Комунистичке партије Југославије је од 1943. године. У рату је био командант подручја и Војне области. 
После рата, до 1947. године, био је заменик начелника одељења у Генералштабу Југословенске армије. Активна војна служба у Југословенској армији престала му је 1947. године.
Умро је 1973. године у Београду, а сахрањен је у Бијелом Пољу.
Носилац је Партизанске споменице 1941. и других југословенских одликовања.